# 晋州 (元朝)
晋州，元朝时设置的州。
成吉思汗十年（1215年）置，治所在鼓城县（今河北省晋州市晋州镇）。辖境相当今河北省晋州、安平、饶阳、武强等市县。元朝时，属真定路。明朝和清朝初年，属真定府。清朝雍正后不辖县，属正定府。1913年改为晋县。